# Mongolfolk
Mongolfolk kan dels avse de folk benämns mongoliska och vars största etniska grupp är mongoler, dels kan det avse de folk som talar mongoliska språk. Benämningen mongolfolk används ofta synonymt med mongoler.